# Malț

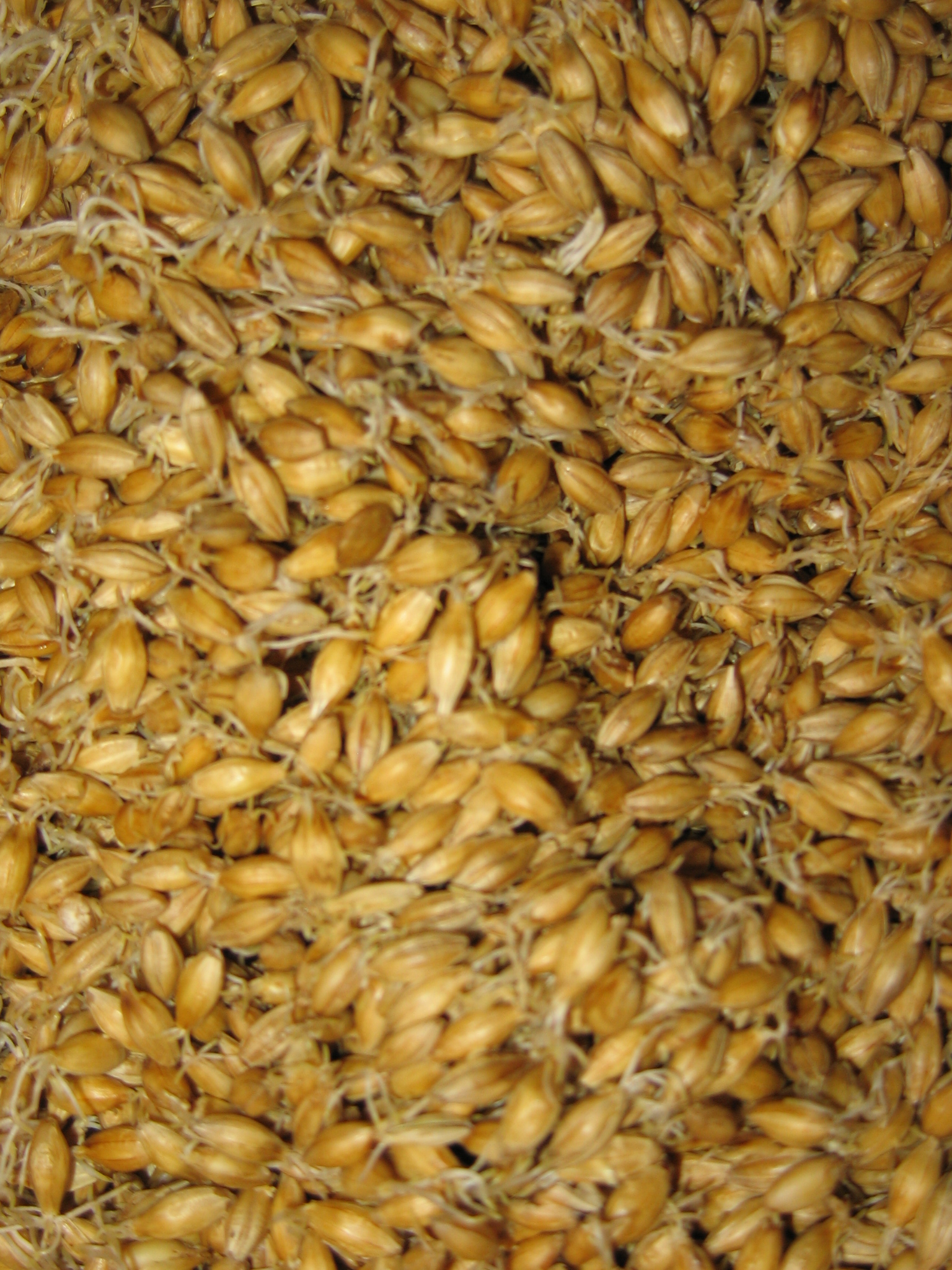
Malț

Malțul este un produs obținut din boabe de cereale (mai ales de orz) încolțite, uscate și măcinate, folosit la fabricarea berii și a băuturilor spirtoase sau, prăjit, la prepararea unui surogat de cafea (cf. DEX 98).
Există două tipuri de extract de malț: diastatic și non diastatic.
- Malțul diastatic conține alfa amilază denumită și diastază, care acționează asupra amidonului transformându-l în compuși cu greutate moleculară mică ce servesc drept hrană pentru drojdie. Malțul diastatic se poate adăuga în aluat numai dacă făina utilizată la obținerea aluatului respectiv are indice de cădere mai mare de 250 - 300 sec. În cazul în care făina are un indice de cădere mai mic de 220 sec. folosirea malțului diastatic este dăunătoare.

- Malțul non-diastatic se obține prin aceeași tehnologie ca malțul diastatic, singura diferență este că temperatura de lucru este mai mare, astfel încât amilaza este inactivată. Extractul de malț non-diastatic are o culoare mai închisă și un miros mai puternic. Se folosește în aluat ca sursă de zaharuri fermentescibile și contribuie la formarea culorii cojii, la aroma pâinii și la păstrarea calităților acesteia. De cele mai multe ori în rețete când se face referire la extract de malț se înțelege malț non-diastatic. În situația în care nu se dispune de acest ingredient, se poate înlocui cu miere.  Arhivat în 29 septembrie 2007, la Wayback Machine.

Făina de malț activă enzimatic este recomandată în cazul făinurilor puternice care formează gluten cu indice de deformare sub 4 și activitate amilazică mică, pâinea rezultată fiind densă, nedezvoltată, cu coaja palidă. 
Prin adăugarea făinii de malț activă enzimatic în doză de 50-150g aceste defecte pot fi înlăturate.
Făina de malț inactivă enzimatic (concentrat de malț), prin conținutul său de maltoză și glucoză, folosirea ei în panificație, patiserie, biscuiți, aduce avantaje cum ar fi: mărirea capacității de formare a gazelor în aluat, reducerea timpului de fermentare. 
Îmbunătățește indicii calitativi ai pâinii prin creșterea volumului, porozității și elasticității miezului, gust și aromă mai plăcute, menținerea în timp a prospețimii.  Arhivat în 29 septembrie 2007, la Wayback Machine.
Extractul de malț negru are un gust bogat de malț care îi oferă pâinii o culoare închisă, naturală și are un efect deosebit de întârziere a învechirii. Este materia care oferă gust și culoare la toate sortimentele de pâine neagră, produse de secară. Se recomandă la fabricarea pâinii toast negre, fiind înlocuitorul ideal al caramelului. 
Pentru copii și adolescenți, care ar trebui să evite alcaloizii din cafea și pe cei din ceai pe tot timpul creșterii lor, se recomandă "cafeaua" (surogatul de cafea) de malț.  Arhivat în 27 septembrie 2007, la Wayback Machine.
S-a descoperit că flavonoizii din materiile prime din care se produc vinul și berea (adică din struguri, respectiv malț) au un efect pozitiv asupra organismului, reglând tensiunea arterială și nivelul colesterolului. Flavonoizii conțin antioxidanți - substanțe chimice ce combat radicalii liberi existenți în organism. Acești radicali liberi sunt produșii ce apar în mod natural în urma reacțiilor chimice care au loc în organism, când moleculele de oxigen se „despart“ și rămân cu un singur electron. În urma acestor reacții, acești radicali liberi circulă prin organism, în căutarea „elementului“ lipsă, și iau acest electron din alte structuri celulare, precum ADN sau lipide, pentru a se transforma înapoi în molecule complete. Acest proces este dăunător pentru organe, el reprezentând principala cauză a creșterii nivelului de colesterol. S-a demonstrat științific că diverșii compuși chimici existenți în flavonoizi, conținuți în boabele de struguri și în malț, atacă moleculele de radicali liberi și le distrug, ajutând la menținerea stării de sănătate. 
Malțul măcinat și amestecat cu apă (folosit la prepararea berii) poartă denumirea de lapte de malț.
Există următoarele tipuri de malț: blond, brun, caramel, torefiat, melanoidinic. 
În vederea depozitării malțului se efectuează următoarele operații:
- Curățirea malțului de radicele
- Lustruirea malțului